# Araranguá
Araranguá és una ciutat situada a la part sud de l'estat de Santa Catarina, al sud del Brasil. Té 68.867 habitants i va ser poblat principalment per portuguesos i italians. Araranguá és coneguda com "A Cidade das Avenidas" ("La ciutat de les avingudes") pels amples carrers.

## Història
Fins al segle XVIII, la ciutat era habitada majoritàriament per indis carijós i kaingang. Aquestes ètnies van desaparèixer després de l'arribada dels primers colons europeus.
L'11 de febrer de 1728 es va iniciar l'obertura del Caminho dos Conventos que unia el Morro dos Conventos amb Curitiba. Aquest camí era utilitzat sobretot pels tropeiros, que transportaven bestiar des de Rio Grande do Sul fins a São Paulo. Araranguá es va convertir en un punt d'interès per la gent d'entre Viamão (antiga capital del Rio Grande do Sul) i Lages (al cim del Planalto Serrano).
Els primers a arribar a la regió d'Araranguá van ser els portuguesos, que hi van arribar des de Laguna a principis del segle xix. Primer es van establir al Morro dos Conventos. Més tard, immigrants italians, alemanys, polonesos i espanyols i els esclaus africans van arribar a la ciutat. L'any 1816 es va inaugurar al poble de Canjicas la primera capella de la comarca i l'any 1864, la primera església.
Araranguá va ser fundada com a poble el 3 d'abril de 1880 i va ser elevada a ciutat l'any 1921. Rep el nom del riu que hi transcorre.
Al llarg del segle XX la ciutat va patir alguns desmembraments. La ciutat de Criciúma es va emancipar el 1925, seguida de Turvo (1948), Sombrio (1953), Maracajá (1967) i Balneário Arroio do Silva (1997).

## Clima
Araranguá va ser colpejada pel cicló Catarina la nit del 28 al 29 de març de 2004 amb vents de fins a 150 km/h.
La ciutat va tornar a patir almenys dos tornados la nit del 29 de setembre de 2009, els primers registrats a l'àrea urbana, tot i que d'altres ja s'han detectat a les zones rurals. Un gimnàs de l'escola es va ensorrar sobre una casa i es van trencar moltes finestres en algunes botigues, però no hi va haver víctimes.

## Economia
L'economia de la ciutat es basa en la producció agrícola d'arròs, mongetes i blat de moro; en la producció metal·lúrgica, ceràmica, de mobles i tèxtil; en el comerç i en el turisme.

## Educació
La ciutat té un campus de la Universitat Federal de Santa Catarina, inaugurat el 10 d'agost de 2009. Amb seu a Mato Alto i Jardim das Avenidas, el campus ofereix 4 programes de grau (Enginyeria Informàtica, Enginyeria de l'Energia, Fisioteràpia i Tecnologies de la Informació i la Comunicació) i 4 màsters (Ciències de la Rehabilitació, Energia i Sostenibilitat, Ensenyament de la Física i Tecnologies de la Informació i la Comunicació).
A Araranguá també hi ha un campus de l'Institut Federal de Santa Catarina, que ofereix cursos tècnics d'Electromecànica, Producció de Moda i Roba, i programes de grau en Disseny de Moda i Física.

## Transport

### Autopistes
S'accedeix a Araranguá per carretera principalment des de la BR-101, que connecta diverses ciutats brasileres importants. Es troba aproximadament a mig camí entre Porto Alegre i Florianópolis.

### Autobusos
La ciutat és servida per Viação Cidade per a rutes intraurbanes i per União, Pluma, SantoAnjo i Eucatur per a rutes interurbanes i interestatals. Entre les ciutats servides es troben Porto Alegre, Florianópolis, Curitiba i São Paulo, a més de la majoria de les ciutats veïnes.